# Вулфхолл (роман)
«Ву́лфхолл», в первом переводе на русский язык «Волчий зал» (англ. Wolf Hall) — исторический роман британской писательницы Хилари Мантел, впервые опубликованный в 2009 году. Первая часть трилогии о советнике Генриха VIII Томасе Кромвеле, продолженной романами «Введите обвиняемых» и «Зеркало и свет». Роман был высоко оценён критиками, удостоен Букеровской премии и других наград.

## Сюжет
Все события в романе показаны глазами его главного героя Томаса Кромвеля, неизменно фигурирующего в тексте как «он». Действие начинается в 1500 году, когда юный Томас из-за отцовских побоев сбегает из дома и отправляется на материк. Спустя годы, обретя огромный и разнообразный опыт, он возвращается в Англию и поступает на службу к первому министру короля Генриха VIII кардиналу Вулси. Основное действие разворачивается в 1527—1535 годах: Вулси попадает в опалу и умирает, но Кромвелю удаётся привлечь внимание монарха и возвыситься. Он содействует расторжению брака Генриха с Екатериной Арагонской, заключает союз с Болейнами, запускает процесс реформирования английской церкви. Параллельно Кромвель переживает личную драму, потеряв любимую жену и дочерей.

## Оценки
За «Вулфхолл» Мантел получила свою первую Букеровскую премию, Национальную премию ассоциации литературных критиков и премию Вальтера Скотта. Роман стал международным бестселлером, попал в «короткие списки» премий Коста и Оранж.
Рецензенты дали «Вулфхоллу» исключительно высокие оценки, отметив новаторский подход Мантел к жанру исторического романа, виртуозность стиля, умение передать дух эпохи. В отзывах фигурировали определения «поразительно свежо», «бесподобно» (Sunday Telegraph), «смело и захватывающе» (Financial Times), «ошеломляюще прекрасно» (Daily Mail), «великолепно» (Evening Standard), «лучший букеровский лауреат за много лет», «безусловный шедевр» (Scotsman).
«Книга поистине завораживает, — написал о „Вулфхолле“ романист Кристофер Сэнсом. — Написано виртуозно, с глубоким знанием эпохи». Хелен Данмор охарактеризовала роман Мантел как «превосходную, великолепно выстроенную книгу, от которой невозможно оторваться», Сара Дюнан — как «масштабное полотно с тончайшей проработкой деталей». По мнению обозревателя New Statesman, «назвать „Вулфхолл“ историческим романом — всё равно что назвать „Моби Дик“ книгой о китобойном промысле»; этот рецензент пишет о Мантел как «изумительном писателе, тонком стилисте, соединяющем абсолютную точность с захватывающей глубиной погружения, и одновременно тонком наблюдателе человеческой натуры».
«„Вулфхолл“ прекрасен и как серьёзный исторический роман, и как литературный шедевр, — уверен рецензент Guardian. — Лирично, но при этом сочно написанный, соединяющий вымысел и страшную правду, местами очень смешной, роман Мантел не имеет аналогов в современной британской прозе».
«Вулфхолл» вместе с написанным позже продолжением, «Введите обвиняемых», стал литературной основой мини-сериала «Волчий зал».